# Elizabeth Costello
 Elizabeth Costello es una novela publicada en inglés en 2003 por el autor sudafricano y Premio Nobel de Literatura J. M. Coetzee.
El libro se estructura en 9 relatos (8 lecciones y un epílogo). Muchos de ellos han sido previamente publicados separadamente.

## El personaje Elizabeth Costello
Elizabeth Costello, una anciana escritora, es un personaje fundamental en los últimos libros del autor. Aparece, además de en esta obra que lleva su nombre, en Las vidas de los animales (The Lives of Animals, 1999) y en la novela Hombre lento (Slow Man, 2005).

## Argumento
El personaje principal de esta novela es Elizabeth Costello, una anciana escritora australiana, que viaja a lo largo del mundo dando conferencias sobre distintos asuntos, principalmente crítica literaria y sobre los derechos y la vida de los animales. Elizabeth Costello escribió en su juventud, teniendo cierto éxito, la novela La casa de Eccles Street, como referencia a la casa de los Bloom en 7 Eccles Street. Su protagonista, Marion Bloom, es la mujer de Leopold Bloom, el personaje de la Ulises de James Joyce. Elizabeth Costello, que ya tiene 76 años, se enfrenta a su ya lejano éxito rememorado a través de las distintas situaciones con las que se va encontrando, la lucha por los principios y la duda sobre ellos, el vegetarianismo, la sexualidad a lo largo de toda la vida, el lenguaje y el mal.

## Capítulos
- Lección 1. Realismo
- Lección 2. La novela en África
- Lección 3. Las vidas de los animales. UNO: Los filósofos y los animales
- Lección 4. Las vidas de los animales. DOS: Los poetas y los animales
- Lección 5. Las humanidades de África
- Lección 6. El problema del mal
- Lección 7. Eros
- Lección 8. En la puerta
- Epílogo: Carta de Elizabeth, lady Chandos, a Francis Bacon

## Presentación a premios del libroElizabeth Costello
- 2003 - Candidato al premio Man Booker (Man Booker Prize)
- 2004 - Finalista para el galardón o premio Miles Franklin (Miles Franklin Award)